# Gastón Bueno
Gastón Matías Bueno Sciutto, noto semplicemente come Gastón Bueno (Montevideo, 2 febbraio 1985), è un calciatore uruguaiano, difensore del Racing Montevideo.

## Caratteristiche tecniche
È un difensore centrale.

## Carriera
Cresciuto nel settore giovanile del Defensor Sporting, dal 2005 al 2007 ha giocato in Italia per la Sambenedettese. In totale ha collezionato oltre 200 presenze nella massima divisione uruguaiana.